# Aperture Tag: The Paint Gun Testing Initiative
Aperture Tag: The Paint Gun Testing Initiative é um jogo eletrônico em primeira pessoa de plataforma e quebra-cabeça desenvolvido pela Aperture Tag Team. Originalmente produzido a partir de uma modificação da série de jogos Portal da Valve Corporation, o jogo foi oficialmente aprovado pela Valve para venda comercial e lançado na plataforma de distribuição de software Steam em 15 de julho de 2014. Ao contrário do que o título sugere, o jogo não é centrado e nem possui a icônica arma de portais presente em todos os jogos de Portal. Ao invés disso, o jogador utiliza uma arma de tinta recém-criada que dispara dois tipos de gel com propriedades distintas. O jogo possui novos personagens e atuações de voz, além de vinte e sete níveis e um modo cooperativo que também inclui um editor de níveis.

## Jogabilidade
A principal ferramenta utilizada durante todo o jogo é a arma de tinta capaz de disparar dois tipos de gel: azul e laranja. A mecânica de ambos os géis foram introduzidos em Portal 2, com o azul fornecendo um aumento de alcance dos pulos e o gel laranja fornecendo um considerável aumento de velocidade. Ao contrário dos locais estacionários dos géis em Portal 2, entretanto, a arma de tinta permite que o jogador aplique os géis em superfícies habilitadas para pinturas encontradas no decorrer dos níveis.
O jogo também tira proveito de uma parte que foi cortada dos jogos da série Portal que acontece nas tubulações/ventilações de Diversidade Pneumática, que foram apresentadas nos trailers anteriores de Portal 2. Em Aperture Tag, eles são utilizados para mover o jogador de um nível para outro fazendo as transições de forma rápida.

## Desenvolvimento
Eugenio Roman, o organizador original da Aperture Tag Team, começou a considerar os conceitos da arma e das pinturas antes do lançamento de Portal 2 e no período quando os componentes de gel empregados no jogo foram anunciados. Afirmou-se que o conceito de pinturas em Portal 2 foi derivado do jogo Tag: The Power of Paint, cuja equipe foi contratada para trabalhar nos aspectos dos géis de Portal 2. Depois de jogar este precursor, Roman queria desenvolver mais aspectos do jogo, especialmente a arma de tintas. Este mesmo dispositivo que foi utilizando em Aperture Tag também foi desenvolvido por outro criador de modificações da comunidade da Steam. Roman questionou ao criador se ele poderia usar o dispositivo no seu jogo, e teve seu pedido aprovado. Roman fez algumas alterações antes de lançar seu próprio mapa utilizando-a.
Depois de participar de um beta fechado da Iniciativa de Testes Perpétuos hospedado pela Valve, Roman perguntou aos funcionários da empresa poderiam desenvolver uma expansão para Portal 2 que contivesse a arma de tinta, no intuito de que a mesma pudesse ser utilizada nos mapas feitos pela comunidade. Eles responderam que, enquanto um arquivo intitulado "weapon_paintgun" estava presente no jogo, nada foi feito e havia sido completamente removido do jogo. Roman fez uma visita aos escritórios da Valve em maio de 2013 e após isso decidiu fazer de Aperture Tag uma versão completa da modificação e não apenas uma série episódica de mapas.

### Música
A trilha sonora do jogo foi composta por Harry101UK e Christopher McEvoy, e também incluiu a música "All These Walls" de Abarax. Muitas das faixas presentes no jogo são versões remixadas das faixas da trilha sonora de Portal 2.

## Recepção
A ValveTime declarou que "[Aperture Tag] parece ótimo, ele funciona bem e possui uma duração de 2–3 horas. Fazendo dele um bom investimento." A ValveTime elogiou o modelo do visual e dos níveis para sua mecânica e variedade, estrutura dos modelo de níveis, grau de polimento, consistência de detalhes nas faixas de áudio e escala de mapas sem afetar o desempenho do jogo. Entretanto, eles criticaram o ritmo da história e o diálogo caído e muitas vezes fraco.
O PC Gamer avaliou o jogo dando-lhe nota 58 de 100, afirmando que "falta equilíbrio e cresce na repetitividade, mas fornece um punhado de ótimos quebra-cabeça nas câmaras de teste se você estiver disposto a pagar por elas."

Uma declaração geral dos jogadores que compraram o jogo e publicaram análises na Steam, têm sido a de que ele apresenta um "script mal escrito, atuação de voz não aproveitada e falta generalizada de polimento." Outros jogadores, no entanto, reclamaram em grande parte sobre a existência de um preço de US$7 para a aquisição de uma modificação licenciada, ao invés do jogo ser disponibilizado gratuitamente.